# Septobasidium thwaitesii
Septobasidium thwaitesii är en svampart som först beskrevs av Berk. & Broome, och fick sitt nu gällande namn av Narcisse Theophile Patouillard 1925. Septobasidium thwaitesii ingår i släktet Septobasidium och familjen Septobasidiaceae.   Inga underarter finns listade i Catalogue of Life.